# امیرجلال‌الدین اعلم
امیرجلال‌الدین اعلم (زاده ۱۳۲۰ – درگذشته ۲ خرداد ۱۳۹۶) پژوهشگر، برگرداننده (مترجم) و نویسنده پرکار ایرانی بود.

## زندگی
امیرجلال‌الدین اعلم در سال ۱۳۲۰ خورشیدی در تهران به‌دنیا آمد. او پس از گذراندن دوره دبستان در مدرسه مسعود سعد و تحصیلات متوسطه در دبیرستان ادیب، موفق به اخذ مدرک کارشناسی در رشته زبان و ادبیات انگلیسی از دانشکده ادبیات و علوم انسانی دانشگاه تهران شد.
او در جوانی علاوه بر ادبیات و زبان انگلیسی، زبان فرانسوی را نیز فرا گرفت و از بیست و هشت سالگی وارد کار حرفه‌ای در مؤسسه انتشاراتی شد.
او شرکت زیادی در محافل ادبی نداشت و تعداد مصاحبه محدودی با رسانه‌ها داشت. او در جایی گفته بود که «سال‌ها رنجی نامأجور کشیده و حاصلی جز نامرادی و تلخکامی» نبرده‌است. با این حال چند روز پیش، با پخش نماهنگی در سی‌امین نمایشگاه بین‌المللی کتاب تهران، از چند ویراستار پیشکسوت، از جمله اعلم قدردانی شد.

## فعالیت‌ها
نخستین فعالیت حرفه‌ای امیرجلال‌الدین اعلم در سال ۱۳۴۸ در مؤسسه انتشارات فرانکلین آغاز شد. به دلیل تسلط وی به زبان‌های انگلیسی و فرانسه با سمت ویراستار کار خود را شروع کرد و هفت سال بعد، با همین عنوان در سازمان رادیو تلویزیون ملی ایران استخدام شد.
وی از سال ۱۳۵۵ تا ۱۳۷۵ به مدت بیست سال در سمت ویراستار ارشد بخش انتشارات رادیو تلویزیون به کارش ادامه داد. وی در سال ۱۳۷۵ با داشتن چندین تنظیم و ترجمه کتاب و مقاله در حاشیه کار اصلی خود بازنشسته شد اما تا سال ۱۳۹۴ به صورت نیمه‌وقت به کارش ادامه داد و علاوه بر کار در بخش انتشارات رادیو تلویزیون به کار تحقیق و ترجمه نیز می‌پرداخت.
یکی از مهم‌ترین کارهای او و البته نخستین کار مهم وی در زمینه ترجمه، نقد ادبی آثار فرانتس کافکا بود. چاپ اول این کتاب در سال ۱۳۵۱ با عنوان «فرانتس کافکا» بود و بیست و چهار سال بعد، ترجمه مجدد این کتاب با نام «سنجش هنر و اندیشه فرانتس کافکا» به وسیله شرکت انتشارات علمی و فرهنگی منتشر شد.
کار مهم دیگر اعلم ترجمه کتاب «فیودور داستایوفسکی» بود که در سال ۱۳۵۴ منتشر شد. این کتاب بعدها با نام «سنجش هنر و اندیشه فیودور داستایفسکی» تجدید چاپ شد.

## دیدگاه
امیرجلال‌الدین اعلم که معتقد بود سه عرصه ادبیات، فلسفه و هنر ارتباط خیلی نزدیک و تنگاتنگی با هم دارند، به کار و ترجمه کتاب‌های هنری نیز بسیار علاقه‌مند بود. فیلم‌نامه «ماجراهای نیمروز» نوشته کارل فورمن و کتاب «انگیزه آفرینندگی در سیر تاریخی هنرها» اثر دنیس اسپور از ترجمه‌های اعلم در این زمینه هستند.
اعلم، ترجمه خوب را دارای سه صفت «امین، روان و فهم‌پذیر» می‌دانست.
او معتقد بود که ترجمه نه تنها باید «بدون کاست و فزود به زبان مقصد انتقال یابد»، بلکه «دلالت لفظی در زبان مبدا باید به طبیعی‌ترین و گویاترین وجه به دلالت لفظی در زبان مقصد» برگردان شود و در پایان، حاصل ترجمه در ذهن خواننده «قابل درک باشد». وی تأکید داشت که برای انجام این برگردان، برگرداننده باید از زبان مبدأ و مقصد و نیز موضوع مورد ترجمه به خوبی آگاه باشد و «چیره‌دستی و پویایی آفرینشگرانه را که ضروری این فعالیت است، تحصیل کرده باشد».
البته او می‌پنداشت که برای ترجمه «یک مقدار هم شهود لازم است». او منظور خود در اینباره را اینگونه توضیح می‌دهد: «برای برگردان دقیق واژه‌هایی که در فرهنگ لغت دارای معانی مختلف هستند ناگزیر بودم به شهود و دل خودم مراجعه کنم. البته مطمئن هم نیستم که حتماً برداشت من درست بوده‌است.»
اعلم کار برگردانی را نوعی «شورمندی مجنونانه» می‌دانست که موجب «یافتن خرسندی معنوی» و «رفتن به ورای روزمرگی مهمل» می‌شود.
او بین ترجمه آثار داستانی و کتاب‌های غیرداستان تفاوت قائل بود و به نظرش، در ترجمه ادبی «الفت خاصی» و «رشته‌ای رازناک و سرشار از خویشی و پیوندی» میان برگرداننده و نویسنده وجود دارد، در صورتی که مهم‌ترین انگیزه در ترجمه کتاب‌های دیگر، نیازهای علمی و فرهنگی جامعه است.
از دید امیرجلال‌الدین اعلم زبان فارسی دارای «یک گنجینه خیلی بزرگ» است که به برگرداننده، امکان «رساندن مفاهیم، موضوعات و درون‌مایه‌های جدید» را می‌دهد. او گفته بود: «کار مترجم، جستجو کردن در زبان مادری‌اش است.»

## شهرت
شهرت امیر جلال‌الدین اعلم نه به خاطر مسئولیت او در رادیو تلویزیون یا کارهای تحقیقی و ترجمه آثار برخی نویسندگان، که علت اصلی شهرت و معروفیتش را باید در ترجمه آثار داستانی دانست. ترجمه رمان‌های «تهوع» نوشته پل سارتر، «محاکمه و قصر» نوشته فرانتس کافکا و «بیگانه» اثر آلبر کامو جایگاه وی را به عنوان یک مترجم ادبی موفق به تثبیت رساند.
وی بین ترجمه آثار داستانی و آثار غیرداستان تفاوت زیادی قائل بود و می‌گفت در ترجمه ادبی رشته، پیوند و الفت خاصی بین مترجم و نویسنده وجود دارد اما در سایر کتابهای دیگر انگیزه اصلی نیازهای فرهنگی و علمی جامعه است.
یکی دیگر از آثار ارزشمند امیر جلال‌الدین اعلم ترجمه دو جلد کتاب «تاریخ جهان لاروس» در دو مجلد است که قبل از انقلاب ترجمه کرده اما پس از گذشت سالیان از چاپ نخست، انتشارات سروش دوباره آن را منتشر کرد.
بیشتر ترجمه‌های او از روی نسخه انگلیسی انجام شده‌اند؛ و تنها آثار محدودی مانند «کلمات» را از فرانسه به فارسی برگردانده است.

## درگذشت
امیرجلال‌الدین اعلم سرانجام پس از پنجاه سال کار و پژوهش و ترجمه آثار معروف ادبی، تاریخی، فلسفی، فرهنگی … در شامگاه سه‌شنبه دوم خرداد ۱۳۹۶ در بیمارستان لاله تهران بر اثر بیماری درگذشت.

## ترجمه‌ها
- تهوع، ژان-پل سارتر، تهران: انتشارات نیلوفر
- کلمات، ژان پل سارتر، تهران: انتشارات نیلوفر
- محاکمه، فرانتس کافکا، تهران: انتشارات نیلوفر
- بیگانه، آلبر کامو، تهران: انتشارات نیلوفر
- قصر: به ضمیمه مقاله «جهان فرانتس کافکا»، فرانتس کافکا، اریش هلر، تهران: انتشارات نیلوفر
- نامه به پدر: همراه با تمثیلها و لغزواره‌ها، فرانتس کافکا، تهران: انتشارات نیلوفر
- مجموعه داستان‌ها، فرانتس کافکا، تهران: انتشارات نیلوفر
- «جامعه باز و دشمنان آن: افسون افلاطون»، کارل پوپر، تهران: انتشارات نیلوفر
- «جامعه باز و دشمنان آن: اوج پیش گویی پیامبرانه: هگل، مارکس، و پیامد آن»، کارل پوپر، تهران: انتشارات نیلوفر
- تاریخ جهان لاروس، روزگار باستان و قرون وسطی، مارسل دونان، تهران: انتشارات سروش
- تاریخ جهان لاروس، روزگار نو ۱۹۷۰–۱۵۰۰، مارسل دونان، تهران: انتشارات سروش
- تاریخ فلسفه: فیلسوفان انگلیسی از هابز تا هیوم، فردریک کاپلستون، اسماعیل سعادت (ویراستار)، تهران: انتشارات سروش، انتشارات علمی و فرهنگی
- دانشنامه ملخص فلسفه و فیلسوفان غرب: فیلسوفان یونان و روم، جیمزاوپی ارمسن (ویراستار)، ری جاناتان (ویراستار)، تهران: مؤسسه انتشاراتی امیرکبیر
- دانشنامه کودکان و نوجوانان: جانوران، لئونارد سیلی، کامران فانی (زیرنظر)، تهران: مؤسسه انتشاراتی امیرکبیر
- دانشنامه کودکان و نوجوانان: بزرگان جهان، لئونارد سیلی، کامران فانی (زیرنظر)، تهران: مؤسسه انتشاراتی امیرکبیر
- سنجش هنر و اندیشه فیودور داستایفسکی، ارنست جوزف سیمونز، تهران: انتشارات علمی و فرهنگی
- سنجش هنر و اندیشه فرانتس کافکا به ضمیمه داستانهای «پزشک دهکده» و «داوری»، والترهربرت زوکل، تهران: انتشارات علمی و فرهنگی
- تحلیلی نوین از آزادی، موریس ویلیام کرنستون، تهران: مؤسسه انتشاراتی امیرکبیر
- انگیزه آفرینندگی در سیر تاریخی هنرها، دنیس اسپور، تهران: انتشارات دوستان

## سایر آثار
- سیر حکمت در اروپا: به‌ ضمیمهٔ «گفتار در روش» نوشتهٔ رنه دکارت، محمدعلی فروغی، امیرجلال‌الدین اعلم (مصحح)، تهران: انتشارات نیلوفر
- آذربایجان شرقی، امیرجلال‌الدین اعلم، خانعلی صیامی، تهران: انتشارات سروش
- دربارهٔ ویرایش و ترجمه (ویراست نو، همراه با ۷ "پیوست")، امیرجلال‌الدین اعلم، تهران: مؤسسه انتشاراتی امیرکبیر
- فرهنگ اعلام کتاب مقدس، امیرجلال‌الدین اعلم (گردآورنده)، تهران: انتشارات نیلوفر
- سیمای آبرنگ ایران، عنایت‌الله نظری نوری، امیرجلال‌الدین اعلم (مترجم)، سام هدی (مترجم)، تهران: انتشارات نگار
- نقش‌مایه‌های ایرانی، مسعود تذهیبی، فریده شهبازی، امیرجلال‌الدین اعلم (مترجم)، تهران: انتشارات سروش